# Lestodiplosis heterofila
Lestodiplosis heterofila är en tvåvingeart som först beskrevs av Grover 1965.  Lestodiplosis heterofila ingår i släktet Lestodiplosis och familjen gallmyggor. Inga underarter finns listade i Catalogue of Life.